# Richard Piggott
Richard Francis Piggott (ur. 6 lipca 1888 w Medford, zm. w listopadzie 1966 tamnże) – amerykański lekkoatleta, uczestnik igrzysk olimpijskich w Sztokholmie 1912 r.

## Występy na igrzyskach olimpijskich
Piggott wystartował tylko raz na igrzyskach olimpijskich w 1912 r. Brał udział w maratonie, który się odbył 14 lipca 1912 r. Dystans 40,200 km przebiegł w czasie 2:46:40,7 h zajmując 9 miejsce.

## Rekordy życiowe
- maraton – 2:26:07 h (1912)